# جايسون ليتش
جايسون ليتش (بالإنجليزية: Jason Leach)‏ هو لاعب كرة قدم أمريكية أمريكي، ولد في 21 يوليو 1982 في تشينو في الولايات المتحدة.